# British Ornithologists’ Union
Die British Ornithologists’ Union (BOU) wurde am 9. Dezember 1858 von 20 Wissenschaftlern, darunter Alfred Newton, Henry Maurice Drummond-Hay und Henry Baker Tristram gegründet. Sie ist nach der Deutschen Ornithologen-Gesellschaft (gegründet 1850) die zweitälteste ornithologische Organisation. Sie unterstützt weltweit Wissenschaftler und Vogelbeobachter bei ihren Vogelstudien und trägt somit zur Erforschung von Vögeln und zu deren Erhaltung bei. Seit 1859 bringt die BOU das Journal Ibis heraus. Dieses Journal erscheint vierteljährlich und gehört zu den führenden Vogeljournalen. Viele Vogelarten wurden hier erstmals beschrieben und illustriert, darunter von John Gerrard Keulemans. Seit 2002 ist Ibis online über Blackwell Publishing erhältlich. Eine weitere Publikation der BOU ist die List of Birds of Great Britain (ehemals List of British Birds). Sie erscheint seit 1883 und listet alle in Großbritannien vorkommenden Vogelarten.
Zu den Aufgaben der BOU gehört die Organisation von regulären Treffen, Seminaren und Konferenzen, wo sich Vogelbeobachter und andere Ornithologen über die weltweiten Aktivitäten informieren können. Der Hauptsitz der BOU befindet sich auf dem Gelände des Natural History Museum at Tring in Hertfordshire.

## Präsidenten der BOU
- 1858–1867: Henry Maurice Drummond-Hay (1814–1896)
- 1867–1896: Thomas Powys, 4. Baron Lilford (1833–1896)
- 1896–1913: Frederick DuCane Godman (1834–1919)
- 1913–1918: Robert George Wardlaw Ramsay (1852–1921)
- 1918–1921: William Eagle Clarke (1853–1938)
- 1921–1922: Henry John Elwes (1846–1922)
- 1923–1928: Walter Rothschild, 2. Baron Rothschild (1868–1937)
- 1928–1933: William Lutley Sclater (1863–1944)
- 1933–1938: Henry Witherby (1873–1943)
- 1938–1943: Sir Norman Boyd Kinnear (1882–1957)
- 1943–1948: Percy Roycroft Lowe (1870–1948)
- 1948–1955: Sir Arthur Landsborough Thomson (1890–1977)
- 1955–1960: William Homan Thorpe (1902–1986)
- 1960–1965: Reginald Ernest Moreau (1897–1970)
- 1965–1970: Vero Wynne-Edwards (1906–1997)
- 1970–1975: Guy Mountfort (1905–2003)
- 1975–1979: Sir Hugh Elliott (1913–1989)
- 1979–1983: Stanley Cramp (1913–1987)
- 1983–1987: James F. Monk (1915–2014)
- 1987–1990: David William Snow (1924–2009)
- 1990–1994: Janet Kear (1933–2004)
- 1994–1999: John Croxall
- 1999–2003: Ian Newton
- 2003–2007: Christopher M. Perrins
- 2007–2011: Alistair Dawson
- 2011–2015: Jenny Gill
- 2015–2019: Keith Hamer
- 2019–2023: Juliet Vickery